# Talentmania
Talentmania byla česko-slovenská reality show, jež byla poprvé odvysílána 29. srpna 2010. Vysílaly ji televizní stanice Nova (Česko) a Markíza (Slovensko). Konkurence Talentmanie je Česko Slovensko má talent. Televize Markíza původně odvysílala národní verzi Slovensko má talent, ale včas neuplatnila opci, a proto vysílala show Talentmania jako reakci na konkurenční show Česko Slovensko má talent. Složení poroty: slovenská moderátorka Adela Banášová, zpěvák populární hudby Paľo Habera, český režisér Zdeněk Troška a dvojice Richard Genzer a Michal Suchánek. Pořad moderoval Leoš Mareš.
„Loni jsme společným hudebním projektem Novy a Markízy pobláznili obě země. Z finálové dvanáctky mladých nadějných zpěváků si Češi a Slováci zvolili svoji hvězdu. Chceme navázat na výjimečný loňský podzim a přinést českým a slovenským televizním divákům další skvělou show, z níž vzejde zasloužený vítěz,“ řekl[kdy?] viceprezident CME pro televizní vysílání a jednatel TV Nova Petr Dvořák. Poté se již další sezóny show nenatáčely.

## Superfinalisté
- Milan Sulej
- Hybrid's Crew
- Patricia Janečková
- Čarovné ostrohy
- Matúš Pišný
- Dominika Puterová
- Jiří Berousek
- Alena Smolíková a fenka Keisi
- Duo Ogor
- Duo Tonda a Petr

## Vítězové
Vítězem se 5. prosince 2010 stala mladá operní zpěvačka Patricia Janečková, které v době soutěže bylo 12 let.

Na druhém místě se pak umístila Alena Smolíková s fenkou Keysi, která se psem Jerrym vyhrála 2. místo ve 4. řadě Česko Slovensko má talent.
Na třetím místě se umístilo akrobatické Duo Ogor.